# Selección femenina de rugby de Brasil
La selección femenina de rugby de Brasil es el equipo nacional que representa la Confederação Brasileira de Rugby (CBRU).

## Historia
Sus primeros encuentros los disputó en el año 2008, durante una gira de 3 partidos en los Países Bajos, en los que consiguió 1 victoria, 1 empate y una derrota, perdiendo frente a la selección de aquel país.
En agosto de 2019, participó del primer encuentro entre 2 selecciones femeninas sudamericanas en rugby XV, en la que fue derrotado por el combinado de Colombia en la ciudad de Medellín por un marcador de 28 a 7, en preparación para la búsqueda de un cupo en el repechaje intercontinental para el mundial de Nueva Zelanda 2021.
En marzo de 2020, disputó por primera vez la clasificación a la Copa Mundial Femenina de Rugby enfrentando a la Colombia con la cual perdió por un marcador 23 a 19 en Medellín quedando eliminado del mundial de Nueva Zelanda 2021.
En junio de 2024 obtuvo por primera vez un boleto para la Copa Mundial luego de vencer al seleccionado de Colombia en la clasificatoria disputada en Asunción, Paraguay.

## Participación en copas

### Copa Mundial
- De 1991 al 2017: Sin  participación
- Nueva Zelanda 2021: no clasificó
- Inglaterra 2025: clasificado

### Otros torneos
- Women's Americas Rugby Trophy 2023: 3° puesto

## Partidos disputados
| 10 de mayo de 2008 | Países Bajos | 10 - 0 | Brasil | Ámsterdam, Países Bajos |  |

| 25 de agosto de 2019 | Colombia | 28 - 7 | Brasil | Medellín, Colombia |  |

| 7 de marzo de 2020 | Colombia | 23 - 19 | Brasil | Medellín, Colombia |  |

| 12 de noviembre de 2022 | Brasil | 17 - 25 | Colombia | Mogi das Cruzes, Brasil |  |

| 3 de junio de 2023 | Brasil | 15 - 15 | Estados Unidos XV |  |  |

| 11 de junio de 2023 | Brasil | 15 - 18 | Colombia |  |  |

| 5 de julio de 2023      | Colombia | 24 - 23 | Brasil | Medellín, Colombia |  |
|                         |          | Reporte |        |                    |  |
| Ida Clasificatorias WXV |          |         |        |                    |  |

| 9 de julio de 2023         | Colombia | 30 - 19 | Brasil | Medellín, Colombia |  |
|                            |          | Reporte |        |                    |  |
| Vuelta Clasificatorias WXV |          |         |        |                    |  |

| 21 de noviembre de 2023 | Brasil | 10 - 7 | Portugal |  |  |

| 25 de noviembre de 2023 | Brasil | 5 - 13 | Portugal |  |  |

| 29 de junio de 2024 | Brasil | 34 - 13 | Colombia |  |  |

| 28 de noviembre de 2024 | Países Bajos | 15 - 7 | Brasil | Ámsterdam, Países Bajos |  |

| 4 de diciembre de 2024 | Países Bajos | 17 - 15 | Brasil | Ámsterdam, Países Bajos |  |

| 16 de marzo de 2025 | Portugal | 12 - 19 | Brasil | Lisboa, Portugal |  |

| 22 de marzo de 2025 | España | 41 - 12 | Brasil | Torrevieja, España |  |

| 14 de junio de 2025 | Brasil | 58 - 7 | Colombia |  |  |

| 12 de julio de 2025 | Brasil | 5 - 33 | Países Bajos |  |  |

| 19 de julio de 2025 | Brasil | 22 - 0 | Países Bajos |  |  |